# Красимир Радков
Красимир „Краси“ Радков е български комик.

## Биография
Роден е на 24 април 1971 г. във Враца, където завършва езикова гимназия с испански език. Първите си стъпки в театъра прави в младежката театрална група „ТЕМП. Дипломира се във ВИТИЗ през 1994 г. в класа по актьорско майсторство за куклен театър на проф. Николина Георгиева.
От 1995 до 2000 г. работи в Драматичния театър – Враца, а от 2000 – в Сатиричния театър „Алеко Константинов“. Има над 30 роли с две номинации за Аскеер. През 2003 г. участва във филма от САЩ – „Аз съм Дейвид“ на режисьора Пол Фейг.
От 2004 до 31 юли 2019 г. работи в „Шоуто на Слави“ и в театър Мелпомена.
В „Шоуто на Слави“ Радков прави много скечове както на измислени герои, така и на съществуващи личности. Играе еднакво добре и мъжки и женски роли.
През 2012 е член на журито на „България търси талант“.
От 8 ноември 2019 г. води шоуто „Вечерта на Северозапада“ по 7/8 ТВ заедно с Борис Солтарийски и Георги Милчев-Годжи, а от март 2020 до 28 февруари 2021 г. води рубриката „Златната рибка“ във „Вечерното шоу на Слави Трифонов“ по същата телевизия. От 17 до 25 юли 2020 г. е жури в конкурса „Мис Левски Г“, който също е рубрика в шоуто.
От 11 септември 2021 г. е водещ на „Маскираният певец“ по Нова ТВ, заедно с Герасим Георгиев-Геро.
На 16 май 2022 г. печели юбилейният сезон 10 на „Като две капки вода" по Нова ТВ.
Водещ е на четвъртия сезон на Един за друг през 2023 г. заедно с Емил Чолаков и жена му Станислава Ганчева по Нова ТВ
През 2024 г. заедно с Алекс Раева водят „Dancing Stars“ по bTV, както и „Бягство към победата“ с Ивет Горанова и Станислава Ганчева.

## Филмография
- „Морска сол“ (2005)
- Ганьо Балкански се завърна от Европа (4-сер. тв, 2004) – (в 1 серия: III)
- I am David (2003)
- Печалбата (2001)
- „Клиника на третия етаж“ (35-сер. тв, 1999, 2000) – (в 2 серии: XVII, XIX)
- Войната на буквите

## Актьорски превъплъщения
Става много популярен с комедийната продукция „Павета“, както и в известния български сериал „Морска сол“ с второстепенна роля като мутрата Чико. Сред актьорските превъплъщения на Радков в „Шоуто на Слави“ са:
- Футболистът Гацо Бацов от Бацова махала е сатиричен образ на футболист или просто човек от народа, често появяващ се в шоуто, за да коментира актуални събития от футбола. Гацо говори на врачански диалект. „Смисълът на живота“ според Гацо Бацов е киселото „зейе“, „сиреньето“, „пиеньето и яденьето“ като цяло и „сгодните женици“. Гацо Бацов заявява, че е играл в отборите: Бацова Махала, Депортиво Лисичери, Левски, Челси, Реал Мадрид, Манчестър Юнайтед, както и за българския национален отбор. 
 Сред популярните изрази на Гацо Бацов са: „Жик так, баце!“, „Ми къ а мислиш ти таа работа?“, „Нема ли кръв, нема фал, я така играем!“, „Къде отиваш ти може би, на работа едва ли не?“.
- Професор Хулиган Кучков („Абе Аланколу...“) – сатиричен образ на проф. Юлиан Вучков и воденото от него предаване „Размисли и страсти“
- Рапърът Цеко Сифоня – сатиричен обобщителен образ на рапърите в България, също говори на врачански диалект. Големият му хит е песента „Егати пича“, а неговият съперник е рапърът МС Фараона (в ролята Любомир Нейков).
- Отец Нафарфорий („да го еВа“) – сатиричен обобщителен образ, осмиващ българското духовенство
- Шиле Попйорданов („В Русия съм, в Русия съм…“) – сатиричен образ на овчар, който е обсебен от мисълта, че е следен от тайните служби и търси скрит смисъл на обикновените човешки действия
- Близнаците Шишо Бакшишо („Днес караш със 120, утре те карат с 20“; „Днес ти подаряват букет, утре гушваш букета“) и брат му Мишо Бакшишо („Днес пиеш червено вино, утре ти прелеят червено вино“; „Днес носиш таблата, утре тебе те носят“)
- Шишман Минков „Шишо Бакшишо“ – появява се по-често от брат си. Вечният песимист, вълнува го само смъртта и култовата му реплика е сравняването с настоящето и бъдещето в различните и вариации, защото „животът е радост и тъга“ („Днес си на 30, утре – на 40, в други ден – бял косъм.“ „Днес си на 20, утре ти дойдат на 40.“ и още много други перефразирани реплики). Женен е за Минка Свирката, полу-италианка, дъщеря на дон Кавали, за която казва „Тя е като безплатна брошура на бензиностанция, всеки може да я има. Много е свестна.“ – друга запазена реплика. От нея има двама сина, които от една страна определя като „хаймани“ защото само му създават проблеми, но понякога ги нарича „на татко гълъбчетата“. Работи като таксиметров шофьор, но мами клиентите си.
- Мишо Бакшишо („Това българинът не знае какво иска и все му е скъпо.“) – има абсолютно същият характер като на брат си близнак. Женен е за Лукреция, но всички и викат Ценка Дашната, от която има две дъщери. Работи като келнер, но по образование е ядрен физик. Работил е както на родното Черноморие, така и в Индия и Франция.

- Учителят Макаренко Макаренков („Кой тропа там, бе?“ „Кой свири, бе!“) – сатиричен обобщителен образ на българските учители
- Водопроводчикът Каналин Цолов („Как без плюнка ша вкараш тръба 2 цола в муфа-цол и половина“) – сатиричен обобщителен образ на българските майстори
- Баба Вуна („Дай баба да те цунка!“) – сатиричен обобщителен образ, осмиващ българските пенсионери. Слави се с перверзната си същност, ходи на всички екскурзии, организирани от правителството, чак и до Германия.
- Братан Братанов – Принципа („Аз съм Братан Братанов – Принципа и търпя само супер-готино отношение“) – сатиричен обобщителен образ на българските мутри
- Станислав Христов Христосков („Абе, къде е Батко???“) – единствения сатиричен образ, сдобил се и със сериал („Къде е батко?“), поради големия интерес на аудиторията и неговата индивидуалност. Обича да разказва случки за семейството си и най-вече за батко му Христомил Христов Христосков, с когото много се гордее. Понякога се появяват заедно в шоуто. Действието в сериала се върти около заминаването на баткото за САЩ, а роднините – чичо Дончо и леля Цеца – отварят хотел на село, финансиран от Христомил. Станислав си намира и нова обожателка – Бубето – красива камериерка, мечтаеща да стане фолк-певица.
- Кака Радка Шоу – сатиричен обобщителен образ на българските народни певици. Също като баба Вуна е известна с перверзната си същност, както и народния си напев на „Здравейте-е-е-е-ее! ИИй!“
- Леонид („И те така…“)
- Тити Папазов („Много съм емоционален !.“)
- Бойко Борисов („Виниту, Виниту голям пич си Виниту! Тутуту ти си много тутуту.“)
- Тодор Батков („Ей Богу!“; „This Russian homosexual broke the transfer...“)
- Димитър Пенев („Не мога да я хвана тая мисъл“)
- Хитре Петревски ("Ќе ви отепам бе Ej!; „МАке ти и трън!“) – екзистенциален образ на надениците. Известен войвода, който организирал летното востание заради бугарска виза и исторически арна на-де-ни-ца.
- Джо Бързия („Ти си голем пич“)
- Киро Рокито („И като ми се откри...“)
- Професор Мърморски („За здраветооо на...") Превъплъщение в известния от рекламите на лекарства и собственото му предаване за народна медицина по телевизия „Скат" професор Мермерски. Неговата любима докторка е д-р Неделя Щонова
- Цонко Цонев – превъплъщение в известния „кметъл" на Каварна.
- Али Реза – превъплъщение в едноименния герой от сериала „Листопад". Често му става лошо
- Вежди Рашидов – превъплъщение в министъра на културата, коментира културни събития
- Рон Джереми – превъплъщение в един от най-известните порно актьори в света
- Ибн Ебн Ал Камил („Ах, неговата майка, хабиби...“)
- Ванката – („Бегай от тука!“) превъплъщение в реквизиторът на Шоуто на Слави
- Николас Мадуро – Президентът на Венецуела (към 2019 г.)